# Deceuninck-Quick-Step/Saison 2020
Diese Liste beschreibt die Mannschaft und die Erfolge des Radsportteams Deceuninck-Quick-Step in der Saison 2020.

## Erfolge

### Erfolge in der UCI WorldTour
Bei den Rennen der UCI WorldTour im Jahr 2020 gelangen dem Team nachstehende Erfolg.
| Datum         | Rennen                            | Fahrer             |
| ------------- | --------------------------------- | ------------------ |
| 21. Januar    | 1. Etappe Tour Down Under         | Sam Bennett        |
| 2. Februar    | Cadel Evans Great Ocean Road Race | Dries Devenyns     |
| 5. August     | 1. Etappe Polen-Rundfahrt         | Fabio Jakobsen     |
| 8. August     | 4. Etappe Polen-Rundfahrt         | Remco Evenepoel    |
| 9. August     | 5. Etappe Polen-Rundfahrt         | Davide Ballerini   |
| 5.–9. August  | Gesamtwertung Polen-Rundfahrt     | Remco Evenepoel    |
| 30. August    | 2. Etappe Tour de France          | Julian Alaphilippe |
| 8. September  | 10. Etappe Tour de France         | Sam Bennett        |
| 20. September | 21. Etappe Tour de France         | Sam Bennett        |
| 21. Oktober   | Drei Tage von De Panne            | Yves Lampaert      |
| 23. Oktober   | 4. Etappe Vuelta a España         | Sam Bennett        |

### Erfolge bei der UCI ProSeries
Bei den Rennen der UCI ProSeries im Jahr 2020 gelangen dem Team nachstehende Erfolge.
| Datum                   | Rennen                                        | Fahrer             |
| ----------------------- | --------------------------------------------- | ------------------ |
| 28. Januar              | 3. Etappe Vuelta a San Juan Internacional     | Remco Evenepoel    |
| 1. Februar              | 6. Etappe Vuelta a San Juan Internacional     | Zdeněk Štybar      |
| 26. Januar – 2. Februar | Gesamtwertung Vuelta a San Juan Internacional | Remco Evenepoel    |
| 9. Februar              | 5. Etappe Valencia-Rundfahrt                  | Fabio Jakobsen     |
| 19. Februar             | 1. Etappe Algarve-Rundfahrt                   | Fabio Jakobsen     |
| 20. Februar             | 2. Etappe Algarve-Rundfahrt                   | Remco Evenepoel    |
| 23. Februar             | 5. Etappe Algarve-Rundfahrt (EZF)             | Remco Evenepoel    |
| 19.–23. Februar         | Gesamtwertung Algarve-Rundfahrt               | Remco Evenepoel    |
| 29. Februar             | Faun-Ardéche Classic                          | Rémi Cavagna       |
| 1. März                 | Kuurne–Brüssel–Kuurne                         | Kasper Asgreen     |
| 30. Juli                | 3. Etappe Burgos-Rundfahrt                    | Remco Evenepoel    |
| 31. Juli                | 4. Etappe Burgos-Rundfahrt                    | Sam Bennett        |
| 28. Juli – 1. August    | Gesamtwertung Burgos-Rundfahrt                | Remco Evenepoel    |
| 18. August              | 3. Etappe Tour de Wallonie                    | Sam Bennett        |
| 7. Oktober              | Pfeil von Brabant                             | Julian Alaphilippe |

### Erfolge in den Continental Circuits
Bei den Rennen des UCI Continental Circuits gelangen dem Team nachstehende Erfolge.
| Datum             | Rennen                                    | Kat. | Fahrer                |
| ----------------- | ----------------------------------------- | ---- | --------------------- |
| 30. Januar        | Race Torquay                              | 1.1  | Sam Bennett           |
| 8. März           | Grote Prijs Jean-Pierre Monsére           | 1.1  | Fabio Jakobsen        |
| 7. August         | 1. Etappe Tour de l’Ain                   | 2.1  | Andrea Bagioli        |
| 29. August        | Druivenkoers                              | 1.1  | Florian Sénéchal      |
| 1. September      | 1b. Etappe Settimana Internazionale (MZF) | 2.1  | Deceuninck-Quick-Step |
| 2. September      | 2. Etappe Settimana Internazionale        | 2.1  | Andrea Bagioli        |
| 16. September     | 1b. Etappe Slowakei-Rundfahrt (EZF)       | 2.1  | Jannik Steimle        |
| 16.–19. September | Gesamtwertung Slowakei-Rundfahrt          | 2.1  | Jannik Steimle        |

### Erfolge in den Nationalen Straßen-Radsportmeisterschaften
Bei den Rennen der Nationalen Straßen-Radsportmeisterschaften 2020 konnte das Team nachstehende Titel erringen.
| Datum       | Rennen                                        | Fahrer         |
| ----------- | --------------------------------------------- | -------------- |
| 16. Februar | Neuseeländische Meisterschaft – Straßenrennen | Shane Archbold |
| 20. August  | Luxemburger Meisterschaft – Einzelzeitfahren  | Bob Jungels    |
| 21. August  | Französische Meisterschaft – Einzelzeitfahren | Rémi Cavagna   |
| 23. August  | Dänische Meisterschaft – Straßenrennen        | Kasper Asgreen |
| 3. Oktober  | Dänische Meisterschaft – Einzelzeitfahren     | Kasper Asgreen |

## Mannschaft
| Teamkader 2020                       | Teamkader 2020     | Teamkader 2020         | Teamkader 2020                       |
| Name                                 | Geburtsdatum       | Land                   | Vorheriges Team                      |
| ------------------------------------ | ------------------ | ---------------------- | ------------------------------------ |
| Julian Alaphilippe                   | 11. Juni 1992      | Frankreich             | Etixx-iHNed (2013)                   |
| João Almeida                         | 5. August 1998     | Portugal               | Hagens Berman Axeon (2019)           |
| Shane Archbold                       | 2. Februar 1989    | Neuseeland             | Bora-Hansgrohe (2019)                |
| Kasper Asgreen                       | 8. Februar 1995    | Dänemark               | Virtu Cycling (2018)                 |
| Andrea Bagioli                       | 23. März 1999      | Italien                | Colpack (2019)                       |
| Davide Ballerini                     | 21. September 1994 | Italien                | Astana (2019)                        |
| Sam Bennett                          | 16. Oktober 1990   | Irland                 | Bora-Hansgrohe (2019)                |
| Mattia Cattaneo                      | 25. Oktober 1990   | Italien                | Androni Giocattoli-Sidermec (2019)   |
| Rémi Cavagna                         | 10. August 1995    | Frankreich             | Klein Constantia (2016)              |
| Tim Declercq                         | 21. März 1989      | Belgien                | Topsport Vlaanderen-Baloise (2016)   |
| Dries Devenyns                       | 22. Juli 1983      | Belgien                | IAM Cycling (2016)                   |
| Remco Evenepoel                      | 25. Januar 2000    | Belgien                | Acrog-Pauwels-Sauzen-Balen BC (2018) |
| Ian Garrison                         | 14. April 1998     | Vereinigte Staaten     | Hagens Berman Axeon (2019)           |
| Álvaro Hodeg                         | 16. September 1996 | Kolumbien              | Coldeportes-Zenú (2017)              |
| Mikkel Frølich Honoré                | 21. Januar 1997    | Dänemark               | Virtu Cycling (2018)                 |
| Fabio Jakobsen                       | 31. August 1996    | Niederlande            | SEG Racing Academy (2017)            |
| Bob Jungels                          | 22. September 1992 | Luxemburg              | Trek Factory Racing (2015)           |
| Iljo Keisse                          | 21. Dezember 1982  | Belgien                | Topsport Vlaanderen-Mercator (2009)  |
| James Knox                           | 4. November 1995   | Vereinigtes Königreich | Team Wiggins (2017)                  |
| Yves Lampaert                        | 10. April 1991     | Belgien                | Topsport Vlaanderen-Baloise (2014)   |
| Michael Mørkøv                       | 30. April 1985     | Dänemark               | Katusha-Alpecin (2017)               |
| Florian Sénéchal                     | 10. Juli 1993      | Frankreich             | Cofidis, Solutions Crédits (2017)    |
| Pieter Serry                         | 21. November 1988  | Belgien                | Topsport Vlaanderen-Mercator (2012)  |
| Stijn Steels                         | 21. August 1989    | Belgien                | Roompot-Charles (2019)               |
| Jannik Steimle                       | 4. April 1996      | Deutschland            | Team Vorarlberg-Santic (2019)        |
| Zdeněk Štybar                        | 11. Dezember 1985  | Tschechien             | Telenet-Fidea (2011)                 |
| Bert Van Lerberghe                   | 29. September 1992 | Belgien                | Cofidis, Solutions Crédits (2019)    |
| Mauri Vansevenant (1. Jul.–31. Dez.) | 1. Juni 1999       | Belgien                | EFC-L&R-Vulsteke (2019)              |
| Fausto Masnada (19. Aug.–31. Dez.)   | 6. November 1993   | Italien                | Androni Giocattoli-Sidermec (2019)   |
|                                      |                    |                        |                                      |
| Quelle: ProCyclingStats              |                    |                        |                                      |